# Парсонсбург (Меріленд)
Парсонсбург (англ. Parsonsburg) — переписна місцевість (CDP) в США, в окрузі Вікоміко штату Меріленд. Населення — 319 осіб (2020).

## Географія
Парсонсбург розташований за координатами 38°23′34″ пн. ш. 75°28′30″ зх. д. / 38.39278° пн. ш. 75.47500° зх. д. (38.392700, -75.475134).  За даними Бюро перепису населення США в 2010 році переписна місцевість мала площу 3,39 км², з яких 3,38 км² — суходіл та 0,01 км² — водойми.

## Демографія
Згідно з переписом 2010 року, у переписній місцевості мешкало 339 осіб у 128 домогосподарствах у складі 96 родин. Густота населення становила 100 осіб/км².  Було 149 помешкань (44/км²).
Расовий склад населення:
| - 85,0 % — білих - 10,0 % — чорних або афроамериканців - 0,9 % — корінних американців - 0,3 % — азіатів - 2,1 % — осіб інших рас |

До двох чи більше рас належало 1,8 %. Частка іспаномовних становила 2,4 % від усіх жителів.
За віковим діапазоном населення розподілялося таким чином: 22,4 % — особи молодші 18 років, 60,8 % — особи у віці 18—64 років, 16,8 % — особи у віці 65 років та старші. Медіана віку мешканця становила 38,5 року. На 100 осіб жіночої статі у переписній місцевості припадало 99,4 чоловіків;  на 100 жінок у віці від 18 років та старших — 93,4 чоловіків також старших 18 років.
Середній дохід на одне домашнє господарство  становив 58 363 долари США (медіана — 70 396), а середній дохід на одну сім'ю — 58 363 долари (медіана — 70 396). За межею бідності перебувало 10,0 % осіб, у тому числі 26,7 % дітей у віці до 18 років та 0,0 % осіб у віці 65 років та старших.
Цивільне працевлаштоване населення становило 157 осіб. Основні галузі зайнятості: освіта, охорона здоров'я та соціальна допомога — 42,7 %, науковці, спеціалісти, менеджери — 26,1 %, транспорт — 12,1 %, публічна адміністрація — 10,2 %.